# Pawieł Prudnikau
Pawieł Iwanawicz Prudnikau (biał. Павел Іванавіч Пруднікаў, ros. Павел Иванович Прудников) (ur. 14 lipca 1911 w Starym Dziedzinie, zm. 16 marca 2000 w Mińsku) – białoruski i radziecki poeta i pisarz, Zasłużony Pracownik Kultury Republiki Białorusi (1992). Kuzyn poety Alesia Prudnikaua.

## Życiorys
Urodził się w wielodzietnej rodzinie chłopskiej. Jego dzieciństwo przypadło na lata I wojny światowej (1914-1918), utworzenia komunistycznego państwa, wojny domowej i wojny polsko-bolszewickiej w latach 1919–1921. Ze względu na położenie geograficzne Stary Dziedzin był poza teatrem działań wojennych, lecz w latach 1918–1920 znalazł się w pobliżu linii frontu. Doprowadziło to do zamknięcia na stałe szkoły w sąsiedniej wsi. Przyszły pisarz dopiero w 1930 roku ukończył szkołę siedmioletnią we wsi Miłasławicy.
Od 1924 roku datują się jego pierwsze próby literackie. W tym czasie rozpoczął się proces białorusyzacji w Białoruskiej SRR. Przyczyniło się to do faktu, że Pawieł od początku pisał w języku białoruskim. Od 1926 roku wspólnie ze swoim kuzynem Alesiem Prudnikauem pisał wiersze i korespondencje do różnych gazet. Na przykład gdy znaleziono skarb w postaci monet antycznych w Starym Dziedzinie, napisali reportaż do gazet Białoruska Wieś (biał. Беларуская вёска).
Po ukończeniu szkoły często zmieniał pracę. Wyjechał do Donbasu, gdzie pracował jako górnik, hutnik, ale wkrótce wrócił na teren Białoruskiej SRR. Pracował w Mohylewie, na budowie fabryki sztucznego jedwabiu (inwestycja pierwszej pięciolatki). Następnie razem z Alesiem Prudnikauem zamieszkał w Mińsku i pracował jako ładowacz na stacji kolejowej. Próbował sił jako aktor teatralny, w latach 1931–1932 pracował w białoruskim radio.
Był korespondentem różnych gazet. Latem 1930 roku w gazecie Pionier Białorusi został opublikowany jego wiersz Na wakacje (biał. На вакацыі) i to wydarzenie stało się oficjalnym początkiem jego kariery literackiej. W tym samym roku w gazecie Czyrwonaja Zmiena zostało opublikowanych kilka następnym wierszy, które stały się podstawą jego pierwszej książki Pieśni ładowaczów (biał. Песні грузчыкаў, 1932, we współpracy z J. Subaczem). W 1931 roku napisał swój pierwszy poemat Pikiet za pikietem (biał. Пікет за пікетам).
Pisał m.in. pod pseudonimem Pauljuk Burawej. Poznał w Mińsku wielu ważnych pisarzy i poetów tego okresu, m.in. Jankę Kupałę, Jakuba Kołasa, Michasia Czarota, Płatona Halawacza. Później wspomnienia o nich stały się podstawą książki Odległe, ale nie zapomniano (biał. Далёкае, але не забытае, 1988), i nie tylko.
W 1932 roku został przyjęty do Wyższego Instytutu Pedagogicznego w Mińsku, ale wkrótce go opuścił i udał się do Leningradu, gdzie wstąpił do Leningradzkiego Instytutu Języków Obcych, a w następnie został studentem Leningradzkiego Instytutu Pedagogicznego. Zgodnie z propozycją prof. Puszkarewicza po ukończeniu studiów w 1937 roku został skierowany na dalsze studia slawistyczne w Akademii Nauk, ale rozpoczął nauki bo został aresztowany w sierpniu.
Został skazany na osiem lat wygnania. Początkowo przewieziono go do Buriackej ASRR, gdzie pracował przy budowie linii kolejowych, następnie przy budowie fabryki opon w Omsku, zakładu górniczego i hutniczego w Norylsku, w porcie rzecznym w Jenisejsku (Kraj Krasnojarski). W sierpniu 1945 wyszedł na wolność i pracował jako tokarz, a następnie dyrektor biblioteki Norylskiej Górniczo-Hutniczej Szkoły Technicznej. Po powrocie na teren Białoruskiej SRR (1946) pracował w szkołach w obwodzie smoleńskim. Tutaj poznał swoją żonę Annę, urodziły mu się dwie córki. W 1952 roku wraz z rodziną zamieszkał wsi Słobódka w rejonie brasławskim. Został zatrudniony nauczyciel języka rosyjskiego, literatury i historii w miejscowej szkole, a jego żona jako nauczycielka nauczania początkowego.
W styczniu 1956 roku został zrehabilitowany. Ponownie zaczął publikować w 1959 roku, w pełni wracając do działalności literackiej. Powrót do twórczości określał jako ponowne narodziny i kiedy w 1968 roku wydał swój drugi zbiór wierszy, nazwał go Czas moich urodzin (biał. Час майго нараджэння).
W latach 1968–1969 przeprowadził się z rodziną do Mińska. W latach 1968–1971 pracował jako redaktor gazety. Od 1971 roku był na emeryturze, dzięki czemu miał więcej czasu na działalność literacką i okres ten był najbardziej owocny w jego twórczości. Od 1971 był członkiem Związku Pisarzy Białorusi. W latach siedemdziesiątych i osiemdziesiątych wydał kilka zbiorów wierszy, wśród nich zbiór najważniejszy Moja magistrala (biał. Мая магістраль, 1981).
Dwukrotnie, w drugiej połowie lat 70. i pod koniec lat 80. Pawieł Prudnikau odwiedzał miejsca swojego więzienia, o czym napisał szereg wierszy, w 1989 – historia, Przez znane poparzenia ścieżki (biał. Па знаёмых пякучых сцежках). W 1987 r. opublikował książkę dla dzieci Świt (biał. Заранка), a w 1988 wspomnienia, Odległe, ale nie zapomniane (biał. Далёкае, але не забытае), gdzie autor opisuje swoje osobiste spotkania z białoruskimi pisarzami.
Wraz z nadejściem pierestrojki w Związku Radzieckim otwarły się możliwości pisania na temat represji stalinowskich. Od końca lat 50., Pawieł Prudnikau planował opisać wydarzenia, których był świadkiem. Pierwszym utworem na ten temat był poemat Tajmyr, napisany w latach 1975–1987 (opublikowany w 1988 w magazynie Płomień). W 1993 r. wydał książkę Za drutem kolczastym (biał. За калючым дротам), która ma charakter autobiograficzny i składa się z dwóch nowel Jeżowe rękawice i Piekło północne (biał. Яжовыя рукавіцы i Паўночнае пекла). W 1996 r. ukazał się jego ostatni zbiór wierszy Zamieć (biał. Пароша), gdzie umieścił poemat Każdy drugi (biał. Кожны другі), również poświęcony ofiarom represji stalinowskich. W ostatnich latach życia pisarz był bardzo chory, jednak nie zaprzestał pracy twórczej, dyktując nowe wiersze.

## Nagrody
- 3 kwietnia 1992 dekret Prezydium Rady Najwyższej Białorusi nadał pisarzowi tytuł „Zasłużony Pracownik Kultury Republiki Białorusi”[17],
- w 1995 za książkę Za drutem kolczastym otrzymał Nagrodę Federacji Związków Zawodowych Białorusi.

## Twórczość
- Pieśni ładowaczów Песні грузчыкаў: Вершы. – Мн., 1932. (we współpracy z J. Subaczem)
- Czas moich urodzin Час майго нараджэння. Вершы. – Мн., Беларусь, 1968. – 112 с.
- Daleko i blisko Далёкае і блізкае // Вытокі песні. Аўтабіяграфіі беларускіх пісьменнікаў. Мн., Маст. літ., 1973. – 336 с., іл.
- Aleji Прысады: Вершы. – Мн., Маст. літ., 1979. – 80 с., іл.
- Moja magistrala Мая магістраль: Выбранае. Вершы, успаміны. – Мн., Маст. літ., 1981. – 239 с., 1 л. партр.
- Zaaściorszczyzna Заасцёр’е: Вершы, паэма. – Мн., Маст. літ., 1986. – 126 с., іл.
- Świt Заранка: Вершы: Для сярэд. шк. узросту / Маст. М. Д. Рыжы. – Мн., Юнацтва, 1987. – 71 с., іл.
- Odległe, ale nie zapomniano Далёкае, але не забытае: Успаміны. – Мн., Маст. літ., 1988. – 175 с.
- Później jagody Познія ягады: Вершы, паэмы. – Мн., Маст. літ., 1990. – 158 с.
- Źródeł Крыніцы: Выбранае: Вершы і паэмы / Прадм. А. Марціновіча. – Мн., Маст. літ., 1991. – 334 с., іл.
- Przez znane poparzenia ścieżki Па знаёмых пякучых сцежках // Правда истории: память и боль / Сост. Н. М. Жилинский. – Мн., Беларусь, 1991. – 432 с., [4] л., илл.
- Za drutem kolczastym За калючым дротам: Аповесці. – Мн., Маст. літ., 1993. – 272 с.
- Zamieć Пароша: Вершы. Паэма-аповесць. – Мн., Маст. літ., 1996. – 142 с., іл.